# La Petite Vadrouille
Pour plus de détails, voir Fiche technique et Distribution.
La Petite Vadrouille est un film français réalisé par Bruno Podalydès, sorti en 2024. Le film est une comédie burlesque poétique et décalée, où Daniel Auteuil joue un rôle de comédie.

## Synopsis
Justine reçoit de son patron Franck Pauilhac la demande de lui organiser un petit séjour original et discret afin de séduire une femme sur laquelle il a jeté son dévolu. Budget : 14 000 euros, en espèces. Ça tombe bien car le mari de Justine, Albin, et sa bande d'amis fantasques, sont plutôt à court d'argent.
Pourquoi ne pas organiser une croisière romantique, simple, haut-de-gamme, sur une pénichette pour cet amoureux d'un week-end qui ne regarde pas à la dépense ?

## Fiche technique
Sauf indication contraire, les informations mentionnées dans cette section peuvent être confirmées par la base de données cinématographiques Unifrance,  présente dans la section « Liens externes ».
- Titre français : La Petite Vadrouille
- Réalisation et scénario : Bruno Podalydès
- Décors : Wouter Zoon
- Costumes : Dorothée Guiraud
- Photographie : Patrick Blossier[3]
- Son : Laurent Poirier
- Mixage : Cyril Holtz
- Montage : Christel Dewynter
- Production : Pascal Caucheteux
- Sociétés de production : Why Not Productions ; Arte France Cinéma[4] (coproduction)
- Société de distribution : UGC Distribution
- Pays de production :  France
- Langue originale : français
- Format : couleur — 2,35:1 — son Dolby 5.1
- Genre : comédie
- Durée : 96 minutes[5]
- Dates de sortie :
  - France : 11 avril 2024 (Rencontres du cinéma de Gérardmer)[6],[7] ; 5 juin 2024 (sortie nationale)[2],[8]

## Distribution
- Sandrine Kiberlain : Justine, assistante de Franck Pauilhac
- Daniel Auteuil : Franck Pauilhac, entrepreneur
- Denis Podalydès : Albin, mari de Justine
- Bruno Podalydès : Jocelyn, le « capitaine » de la Pénichette
- Florence Muller : Rosine
- Isabelle Candelier : Sandra
- Jean-Noël Brouté : Caramel
- Dimitri Doré : Ifus, jeune mousse
- Patrick Ligardes : le propriétaire de la Pénichette
- Éric Viellard : le patron du Café Chanté
- Yann Frisch : le chargé d'étude de la société de Franck Pauilhac

## Production

### Développement

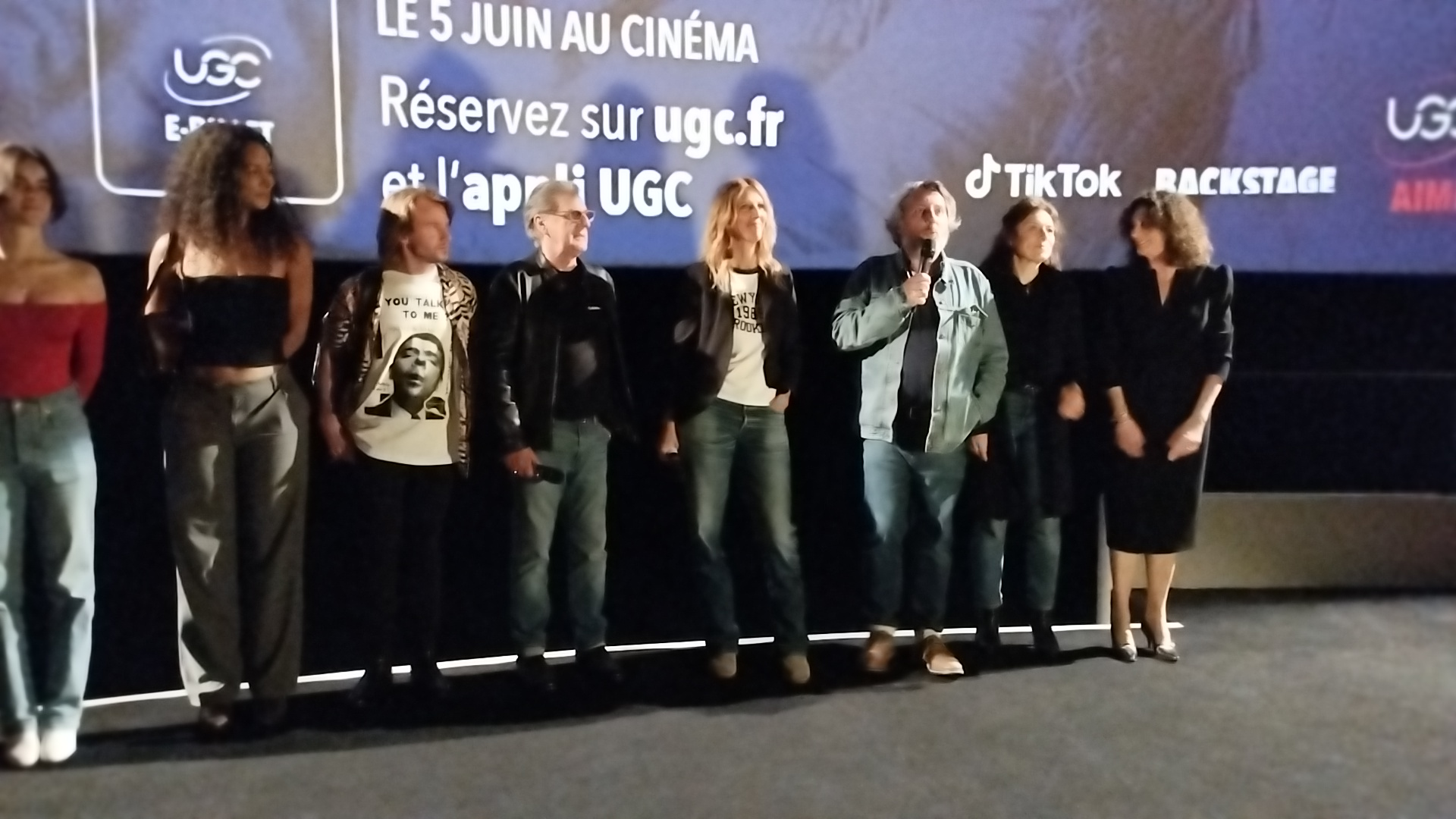
L'équipe du film lors de l'avant-première officielle à l'UGC Ciné Cité Les Halles: Daniel Auteuil, Sandrine Kiberlain, Bruno Podalydès...

Mi-avril 2023, CNC, dans le cadre de l’avance sur recettes, soutient Bruno Podalydès pour son film déjà intitulé La Petite Vadrouille sous la production de Why Not Productions,. Fin juin, Arte France Cinéma annonce coproduire ce film.

### Tournage
Le tournage débute en mai 2023. Il a lieu dans la Nièvre (Bourgogne-Franche-Comté), dans le Morvan et  à Corbigny.

## Sortie
La Petite Vadrouille sort le 5 juin 2024  distribué par UGC.